# Wala z Corbie
Wala také Walo či Walacho (773? – 31. srpna 836 klášter Bobbio) byl franský šlechtic, mnich, regent Italského království a také zakladatel a později opat kláštera Corvey Zároveň byl nevlastní bratranec římského císaře Karla Velikého.

## Životopis
Jeho otec Bernard byl nelegitimním synem franského majordoma Karla Martela, který pocházel z Karlova druhého manželství. Jeho bratrem byl Adelard z Corbie, opat kláštera Corvey. Ke konci panování císaře Karla Velikého získal významný vliv na jeho královském dvoře. V roce 811 byl jedním z hlavních signatářů míru s Vikingy, v roce 812 ho Karel Veliký vyslal do Italského království, kde se stal nejbližším rádcem budoucího krále Bernarda (813 – 817).
Po smrti Karla Velikého v roce 814, Ludvík I. Pobožný v polovině roku 817 na základě jím vydaného Ordinatio imperii, dosadil svého nejstaršího syna Lothara na italský trůn a prohlásil ho vládcem Italského království. Wala po tomto aktu sice zůstal stoupencem Ludvíka Pobožného a jeho syna, ale kvůli následné vzpouře Ludvíka Pobožného a jeho tří starších synů, při níž se Walo postavil na stranu synů, postupně upadl u Ludvíka Pobožného v nemilost. Vzpoura do niž se zapojili Ludvíkovi starší synové Lothar I. Franský, Pipin I. Akvitánský a Ludvík II. Němec a také franští duchovní, byla úspěšná, protože donutili svou macechu a císařovnu Juditu Bavorskou, která byla obviněná z cizoložství, odejít do kláštera. Také se jim podařilo vyvinout tlak na samotného Ludvíka Pobožného, aby abdikoval. Vzpoura však neměla dlouhého trvání a v důsledku toho byl Wala poslán do vyhnanství, poprvé do horských oblastí poblíž Ženevského jezera a podruhé do Noirmoutier, kam byl kdysi deportován i jeho bratr Adelard z Corbie. V roce 833 byl z vyhnanství odvolán a znovu pomáhal Lotharovi, Pipinovi a Ludvíkovi povstat proti jejich otci Ludvíku Pobožnému, jeho manželce Juditě a proti jejímu synovi Karlovi II. V povstání vyvolaném Ludvíkovým rozhodnutím odebrat Pipinovi Akvitánii unesl Lothar svého otce Ludvíka Pobožného. Když se Ludvík Pobožný vrátil k moci, Wala, který podporoval jednotné království pod vládou Lothara, uprchl s Lotharem a dalšími jeho stoupenci do Itálie. V roce 836 bylo Walovi odpuštěno a umožněno přesvědčit Lothara, k poslušnosti císaře. V závěru života Walo odešel do italského Bobbia, kde v klášteru svatého Kolumbána působil jako prostý mnich. Krátce před svou smrtí roku 836 byl zvolen opatem.
Wala byl ženatý s Rothlindis, která byla dcerou svatého Viléma († 812), významného vojevůdce, později mnicha a zakladatele kláštera v Gellone. Měli spolu dceru Bertrudis.